# Strzelające diabełki

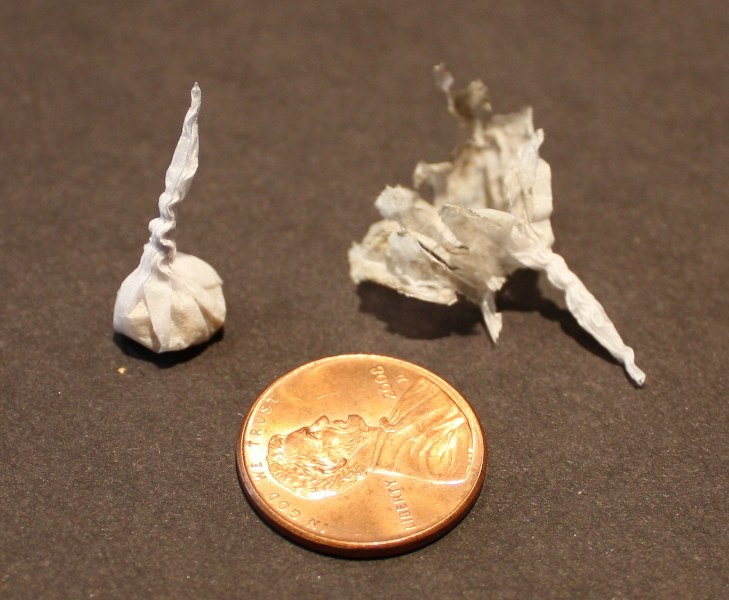
Dwa wyprodukowane komercyjnie diabełki, z których jeden został użyty.

Strzelające diabełki (znane również jako diabełki) – rodzaj małych petard sprzedawanych jako sprzęt do dowcipów.

## Skład
Diabełki składają się ze żwiru lub gruboziarnistego piasku zaimpregnowanego niewielką ilością (~0,2 miligrama) wybuchowego piorunianu srebra i skręconego w bibułce papierosowej, aby uzyskać kształt przypominający cebulkę. Czuły na tarcie piorunian srebra wybucha, gdy się na niego nadepnie, rozpali się go lub rzuci na twardą powierzchnię, wywołując głośny dźwięk, podobny do dźwięku pistoletu na kapiszony.
Przez wysoki stosunek masy żwiru do materiału wybuchowego wybuch wywołuje tylko słyszalny trzask naddźwiękowej fali uderzeniowej. Diabełki nie są w stanie wyrządzić fizycznych obrażeń, nawet gdy zostaną zdetonowane w ręce. Eksplozja nie jest też w stanie nadać odpowiedniej szybkości, więc zwykle spada on na ziemię, czyniąc diabełki bezpiecznymi do użytku jako zabawka dla dzieci, więc są one powszechnie sprzedawane na całym świecie od lat 50. XX wieku. Są również popularnym elementem obchodów chińskiego Nowego Roku.

## Produkcja
Diabełki są produkowane głównie w Brazylii, Korei oraz w Chinach. Są powszechnie dostępne na straganach, w małych sklepach z zabawkami i sklepach specjalizujących się w dowcipach i magicznych sztuczkach. Diabełki są zazwyczaj pakowane w trocinach, aby zapobiec ich wybuchaniu z powodu nieostrożnego obchodzenia się z nimi podczas transportu.
W Polsce diabełki należą do produktów pirotechnicznych, na których nabywanie, przechowywanie lub używanie, nie jest wymagane uzyskanie pozwolenia.